# Oamaru Peak
Der Oamaru Peak ist ein rund 1000 m hoher Berggipfel auf der antarktischen Ross-Insel. Er ragt 3 km nördlich des Mount Terra Nova und 1,5 km nördlich des Caldwell Peak auf.
Das New Zealand Geographic Board benannte ihn im Jahr 2000 nach der neuseeländischen Stadt Oamaru, die vom Schiff Terra Nova am 10. Februar 1913 als erster Hafen nach Beendigung der Terra-Nova-Expedition (1910–1913) mit der Nachricht vom Tod des Expeditionsleiters Robert Falcon Scott und vier weiterer Männer angelaufen worden war.